# Alasay (huyện)
Alasay là một huyện thuộc tỉnh Kapisa, Afghanistan. Dân số thời điểm năm 1999 là 27,731 người.